# Lordosa
Lordosa é uma freguesia portuguesa do município de Viseu, com 23,26 km² de área e 1642 habitantes (censo de 2021). A sua densidade populacional é 70,6 hab./km².
Nesta freguesia fica o aeródromo/aeroporto de Viseu (Gonçalves Lobato).
Como principal atração turística apresenta um cedro de Natal em tamanho natural.

## Demografia
A população registada nos censos foi:
| Distribuição da População por Grupos Etários | Distribuição da População por Grupos Etários | Distribuição da População por Grupos Etários | Distribuição da População por Grupos Etários | Distribuição da População por Grupos Etários |
| -------------------------------------------- | -------------------------------------------- | -------------------------------------------- | -------------------------------------------- | -------------------------------------------- |
| Ano                                          | 0-14 Anos                                    | 15-24 Anos                                   | 25-64 Anos                                   | > 65 Anos                                    |
| 2001                                         | 277                                          | 254                                          | 939                                          | 414                                          |
| 2011                                         | 189                                          | 168                                          | 882                                          | 552                                          |
| 2021                                         | 117                                          | 140                                          | 748                                          | 637                                          |

## Património
- Troço da Estrada Romana de Almargem